# Eutomopepla abaearia
Eutomopepla abaearia är en fjärilsart som beskrevs av Charles Oberthür 1911. Eutomopepla abaearia ingår i släktet Eutomopepla och familjen mätare. Inga underarter finns listade i Catalogue of Life.